# Keriam
Keriam (malaiisch Mukim Keriam) ist ein Mukim (Subdistrikt) des Daerah Tutong in Brunei. Er hat 9.707 Einwohner (Stand: Zensus 2016). Der Mukim untersteht einem Penghulu. Amtsinhaber ist derzeit (2018) Muhammad Taha bin Abdul Rauf.

## Geographie
Der Mukim bildet die Nordostecke des Distrikts an der Küste des Südchinesischen Meeres. Er grenzt an die Mukim Kiudang und Pekan Tutong im Süden und Westen, sowie an die Mukim Sengkurong und Pengkalan Batu im Distrikt Brunei-Muara im Osten beziehungsweise Südosten.
Der Kuala Belait Highway verläuft zunächst an der Küste und quert dann den Mukim tiefer ins Landesinnere.

## Verwaltungsgliederung
Der Mukim wird unterteilt in Dörfer (Kampong):
- Bukit Panggal
- Ikas
- Keriam
- Kupang
- Luagan Dudok
- Maraburong
- Sinaut
- Sungai Kelugos

Das Tutong District Office hat in seiner Verwaltung allerdings nur die sechs Dörfer Bukit Panggal, Keriam, Kupang, Luagan Dudok, Sinaut und Sungai Kelugos. Diese Dörfer werden durch einen eigenen ketua kampung (Ortsvorsteher) vertreten. Maraburong und Ikas haben keine eigenen ketua kampung.

## Kampong Keriam
Kampung Keriam (postcode TB1141) ist das namengebende Dorf im Mukim. Der ketua kampung ist derzeit Morshidi bin Mahadi. Der Ort hat ca. 1800 Einwohner.
Die Jalan Tutong ist die Hauptverkehrsader, die das Dorf mit Luagan Dudok im Osten und mit Panchor Papan im Westen verbindet.
Es gibt eine Grundschule (Keriam Primary School) und im selben Gebäude die Keriam Religious School für muslimische Schüler.
Die Kampong Keriam Mosque dient den gläubigen Muslimen vor allem für das Freitagsgebet (Jumu'ah).